# 比亞沃瓦夫卡河
53°43′40″N 21°51′26″E / 53.7278°N 21.8573°E
比亞沃瓦夫卡河是波蘭的河流，位於該國東北部，河道全長2公里，河源處附近建有人工水壩，該河有湖擬鯉、黑鯽、河鱸、歐白鮭、歐洲鰻鱺等魚類棲息。